# Bhimfedi
Bhimfedi (nepalski: भीमफेदी) – gaun wikas samiti w środkowej części Nepalu w strefie Narajani w dystrykcie Makwanpur. Według nepalskiego spisu powszechnego z 2001 roku liczył on 1107 gospodarstw domowych i 5742 mieszkańców (2957 kobiet i 2785 mężczyzn).